# Elizabeth Rivers
Elizabeth Rivers  (Hertfordshire, 5 de agosto de 1903-1964) fue una pintora, grabadora e ilustradora irlandesa.

## Biografía
Nacida en Hertfordshire en Inglaterra, estuvo educada en la Goldsmiths, University of London, donde trabajó con Edmund J. Sullivan. En 1926 ganó una beca para las escuelas de la Real Academia, donde continuó su formación bajo Walter Richard Sickert. Se trasladó a París en 1931 para continuar su aprendizaje en el arte en la escuela con André Lhote y Gino Severini. En 1932 se le consideraba como parte del «Grupo Twenties» y ya había trabajado para la exposición de la Galería Wertheim en Londres.
Fue después de esto que su familia se trasladó a vivir a las Islas Aran en Irlanda. Su primer libro This Man fue publicado por The Guyon House Pres en 1939 y fue realizado mientras se encontraba en Aran. También escribió otro libro titulado Stranger in Aran publicado en 1946. Ella también en ese tiempo tenía exposiciones en la Real Academia Hibernian. Una carpeta de sus grabados en xilografía estuvo publicada por las Galerías Waddington. A excepción de un breve período durante la Segunda Guerra Mundial y en 1955 Rivers vivió en Irlanda donde también trabajó con Evie Hone en diseños para vitrales. En la Segunda Guerra Mundial vivió en Londres y trabajó como vigilante contra incendios durante los bombardeos. También realizó exposiciones en el Club Nuevo de Arte Inglés y en la Royal Academy of Arts.
Está enterrada en la iglesia de St. Maelruain, en Tallaght.

## Ilustraciones
Creó ilustraciones para los libros de otros autores como:
- Alfred Tennyson The Day-Dream (1928)
- Revista Connemara por Ethel Mannin (1947)
- Out of Bedlam por Christopher Smart (1956)